# 그리프터스
《그리프터스》(영어: The Grifters)는 1990년 제작된 미국의 네오누아르 범죄 스릴러 영화이다. 스티븐 프리어스가 감독을, 도널드 E. 웨스트레이크가 각본을 맡았다. 짐 톰프슨의 동명 소설이 원작이다. 1991년 제6회 인디펜던트 스피릿 어워드 작품상 수상작이다.

## 줄거리
릴리 딜런은 베테랑 사기꾼이다. 그녀는 마피아 마권업자인 보보 저스터스 밑에서 일하며, 경마장에서 거액의 현금 베팅을 통해 장외 경주의 배당률을 낮춘다. 라호이아로 경주를 위해 가던 중, 그녀는 로스앤젤레스에 들러 8년 동안 보지 못했던 아들 로이를 찾아간다. 로이는 작은 사기꾼으로, 그가 소액 사기를 치던 중 피해자에게 들켜 배를 야구 방망이로 맞아 내출혈로 고통받고 있었다. 의료진이 도착하자 릴리는 아들이 죽으면 보보를 시켜 의사를 죽이겠다고 위협한다.
병원에서 릴리는 로이의 여자친구 마이라 랭트리를 만나 즉시 싫어한다. 마이라는 아들보다 약간 나이가 많다. 릴리는 아들의 사기가 거의 죽음에 이를 뻔하자 사기꾼 생활을 그만두라고 촉구한다. 라호이아에 늦게 도착한 그녀는 우승자가 70대 1의 배당률을 지불하는 경주를 놓친다. 이 실수 때문에 보보는 그녀의 배를 때리고, 수건에 오렌지를 감아 때려서 영구적인 손상을 입힐 것이라고 암시하지만, 대신 시가로 그녀의 손을 태운다.
마이라는 로이와 릴리처럼 사기꾼이다. 그녀는 보석상에게 성적 매력을 이용해 전당포에 맡기려는 팔찌를 얻어내고, 집주인이 밀린 월세를 요구하자 그를 침대로 유혹해 돈 대신 몸으로 지불한다.
병원을 떠난 로이는 마이라를 데리고 주말 동안 라호이아로 간다. 기차 안에서 마이라는 로이가 조작된 주사위 게임으로 선원 무리를 속이는 것을 본다. 마이라는 로이에게 자신도 사기꾼이며 새로운 파트너를 찾고 있다고 밝힌다. 그녀는 사기꾼과의 관계와 그들이 사업 사기에서 부유한 피해자들을 어떻게 이용했는지 설명한다. 단기 사기만 고집하는 로이는 마이라가 자신을 속일까 봐 두려워 제안을 거부한다.
릴리가 로이에게 미치는 영향력을 본 마이라는 로이가 어머니에게 근친상간적 관심을 가지고 있다고 비난한다. 격분한 로이는 그녀를 때리고 관계를 끊는다. 복수에 목마른 마이라는 릴리가 수년 동안 보보에게서 돈을 훔쳐 차 트렁크에 숨겨왔다는 사실을 알아낸다. 마이라가 이 정보를 보보에게 누설한 후, 릴리는 친구로부터 경고를 받고 도망친다. 마이라는 그녀를 외딴 모텔까지 따라가 그녀를 죽이고 돈을 훔칠 생각이다.
나중에 로이는 피닉스 경찰로부터 어머니의 시신을 확인해달라는 연락을 받는다. 시신은 모텔 방에서 발견되었고, 총상으로 얼굴이 심하게 훼손되어 있었다. 그는 경찰에게 시신이 릴리라고 말하지만, 이전에 그녀에게서 보았던 시가 자국이 없다는 것을 알아차린다. 그는 집으로 돌아와 릴리가 자신의 돈을 훔치기 위해 침입한 것을 발견한다. 릴리는 마이라가 자신을 목 졸라 죽이려 할 때 모텔에서 정당방위로 마이라를 쏘았다고 밝힌다. 그녀는 마이라의 시신이 자신의 것인 것처럼, 그리고 자신이 자살한 것처럼 보이도록 현장을 꾸몄다.
로이가 릴리가 자신의 돈을 가져가는 것을 거부하자, 그녀는 절박하게 애원하고, 그를 유혹하려 하며, 심지어 그가 자신의 아들이 아니라고 주장하기까지 한다. 로이는 역겨워하며 그녀를 거부한다. 릴리는 로이가 물을 마시려 할 때 격분하여 서류 가방을 휘둘렀고, 유리잔이 깨지면서 파편이 그의 목에 박혀 로이는 피를 흘리며 죽는다. 아들의 시신 앞에서 흐느끼던 릴리는 돈을 챙겨 밤 속으로 사라진다.

## 출연진
- 존 큐색
- 앤젤리카 휴스턴
- 애넷 베닝
- 팻 힝글
- J.T. 월시
- 찰스 네이피어
- 게일러드 사테인
- 폴 에이덜스타인
- 제러미 피븐
- 스티븐 토볼라우스키
- 잰더 버클리
- 프랜시스 베이

## 기타 제작진
- 공동 제작: 페기 라이스키
- 배역: 줄리엣 테일러, 빅토리아 토머스
- 미술: 데니스 개스너
- 의상: 리처드 호넝